# 生命桃花源 (2017年大愛電視劇)
《生命桃花源》是一部描寫李森佳 、呂鶴、李晉三、張慧真的真實人生電視劇，由江俊翰 、黃玉榮、周宥伶、夏語心 等演員領銜主演，於2017年8月16日在大愛電視20:00首播。

## 播出時間
以下時間以當地時間（台灣時間）為準

### 首播
| 片名       | 頻道       | 播放日期      | 播放時間                  |
| ---------- | ---------- | ------------- | ------------------------- |
| 生命桃花源 | 大愛電視台 | 2017年8月16日 | 20:00-20:49播出（無廣告） |
| 生命桃花源 | 大愛海外台 | 2017年8月16日 | 20:00-21:00播出（含廣告） |
| 生命桃花源 | 中天娛樂台 | 2017年8月16日 | 21:00-22:00播出（含廣告） |

### 重播
| 片名       | 頻道       | 播放日期      | 播放時間                  |
| ---------- | ---------- | ------------- | ------------------------- |
| 生命桃花源 | 大愛電視台 | 2016年6月15日 | 23:30-00:19播出（無廣告） |
| 生命桃花源 | 大愛電視台 | 2016年6月15日 | 03:00-03:49播出（無廣告） |
| 生命桃花源 | 大愛電視台 | 2016年6月15日 | 16:00-16:49播出（無廣告） |
| 生命桃花源 | 大愛海外台 | 2016年6月15日 | 02:00-03:00播出（含廣告） |
| 生命桃花源 | 大愛海外台 | 2016年6月15日 | 09:00-09:49播出（無廣告） |
| 生命桃花源 | 大愛海外台 | 2016年6月15日 | 11:00-12:00播出（含廣告） |
| 生命桃花源 | 中天娛樂台 | 2016年6月15日 | 11:00-12:00播出（含廣告） |

### 大愛會客室

#### 首播
| 片名       | 頻道       | 播放日期      | 播放時間        |
| ---------- | ---------- | ------------- | --------------- |
| 大愛會客室 | 大愛海外台 | 2016年6月15日 | 21:00-21:11播出 |
| 大愛會客室 | 大愛電視台 | 2016年6月15日 | 00:19-00:30播出 |
| 大愛會客室 | 大愛海外台 | 2016年6月15日 | 09:49-10:00播出 |

## 演員列表

### 主要演員
| 演員   | 角色         | 介紹 | 登場集數                                  |
| ------ | ------------ | --- | ----------------------------------------- |
| 江俊翰 | 李森佳       | 李森佳平日種菜、撿回收，直到穿上白袍，才令人恍然他的身分是醫生。七十多歲人，李森佳每周開車四五小時，從住家高雄岡山到玉里慈濟醫院看門診，大李醫師，年輕時是擔任外科診所醫生，之後在岡山開診所，也與晉三合開綜合醫院。                                     | 第1集－第2集 第4集－第30集                |
| 蔡瑞澤 | 李森佳(幼年) | 李森佳平日種菜、撿回收，直到穿上白袍，才令人恍然他的身分是醫生。七十多歲人，李森佳每周開車四五小時，從住家高雄岡山到玉里慈濟醫院看門診，大李醫師，年輕時是擔任外科診所醫生，之後在岡山開診所，也與晉三合開綜合醫院。                                     | 第2集－第4集                              |
| 黃玉榮 | 李晉三       | 個性老實木訥，又孝順父母，小李醫師。 | 第1集－第2集 第6集－第10集 第12集－第30集 |
| 何智仁 | 李晉三(幼年) | 個性老實木訥，又孝順父母，小李醫師。 | 第4集－第6集                              |
| 周宥伶 | 呂鶴         | 初中畢業後，就到高雄內科診所上班 | 第1集－第2集 第4集－第30集                |
| 王詩庭 | 呂鶴(幼年)   | 初中畢業後，就到高雄內科診所上班 | 第2集－第4集                              |
| 舒子晨 | 李數珠       | 李亮的長女，李森佳妹妹，與呂鶴關係不錯。 | 第5集－第8集 第20集－第21集               |
| 陳亮彤 | 李數珠(幼年) | 李亮的長女，李森佳妹妹，與呂鶴關係不錯。 | 第2集－第3集                              |
| 夏語心 | 張慧真       | 李晉三妻子，學妹，在大醫院擔任藥劑師，想移民到加拿大 | 第8集－第10集 第12集－第30集              |
| 陳慕義 | 李亮         | 李森佳的父親，種植香蕉，非常支持每位小孩讀書學習知識。 | 第2集－第10集 第12集－第24集              |
| 趙美齡 | 鄭來金       | 李森佳的母親，種植香蕉，不管是男生還是女生，都支持讀書學習知識。 | 第2集－第10集 第12集－第21集              |
| 伊正   | 張玉麟       | 花蓮玉里慈濟醫院院長 | 第24集－第30集                            |
| 班鐵翔 | 陳村霖       | 尊稱「霖仔」，曾是李森佳的病患，竹南人獨自一人到高雄工作，擔任飲料店老闆，因為胃出血而住院，特殊血型與急需醫藥費，受到李森佳的恩惠感恩在心，出院康復後，也到李森佳開的診所幫忙裝潢事宜，之後也到李森佳開的診所擔任萬能總管職務，是李森佳的重要貴人之一。 | 第7集－第12集 第15集－第16集              |

### 其他演員
| 演員   | 角色         | 介紹 | 登場集數                                  |
| ------ | ------------ | --- | ----------------------------------------- |
| 吳帆   | 呂泉         | 呂父，認為呂鶴是長女，應該留在家幫忙做事賺錢，長大嫁人就好，起初不讓呂鶴上學，漸漸發現讀書的重要性才准許讓呂鶴讀書。 | 第2集－第4集 第6集                        |
| 何曼寧 | 呂母         | 呂母，知道沒有讀書和不會寫字的不便與辛苦，心疼與希望呂鶴能夠讀書學習知識，常常請求丈夫呂泉讓呂鶴讀書。 | 第3集－第4集 第6集                        |
| 李又汝 | 李孟玲       | 李森佳與呂鶴的大女兒，喜歡畫圖與彈琴，在校園參加演講比賽得到第一名，但對讀醫學院毫無興趣，與李森佳希望她成績好當醫生有很大出路，因為孟玲學業問題，也造成父女倆發生不少爭執。之後父親妥協願意讓她讀美術大學，長大出社會後如願成為一名畫家與大學講師，親手繪畫的創意春聯受到民眾歡迎，個性較為感性。 | 第14集 第28集－第30集                     |
| 吳珮琪 | 李孟玲(少年) | 李森佳與呂鶴的大女兒，喜歡畫圖與彈琴，在校園參加演講比賽得到第一名，但對讀醫學院毫無興趣，與李森佳希望她成績好當醫生有很大出路，因為孟玲學業問題，也造成父女倆發生不少爭執。之後父親妥協願意讓她讀美術大學，長大出社會後如願成為一名畫家與大學講師，親手繪畫的創意春聯受到民眾歡迎，個性較為感性。 | 第6集－第8集 第10集－第13集               |
| 葉俊銘 | 李國維       | 李森佳與呂鶴的兒子，長大出社會後擔任中醫師，個性較為理性。 | 第28集 第30集                             |
| 陳新   | 李國維(幼年) | 李森佳與呂鶴的兒子，長大出社會後擔任中醫師，個性較為理性。 | 第12集                                    |
| 陳曉琪 | 李孟芬       | 李森佳與呂鶴的二女兒，長大後嫁到金門，個性較為理性。 | 第28集 第30集                             |
| 張愛薰 | 李孟芬(幼年) | 李森佳與呂鶴的二女兒，長大後嫁到金門，個性較為理性。 | 第12集                                    |
| 尹崇珍 | 李孟芳       | 李森佳與呂鶴的三女兒，讀台灣大學，長大畢業後從事護士職業，假日會利用時間來做資源回收，個性較為感性。 | 第1集－第2集 第23集－第26集 第28集 第30集 |
| 李芷旻 | 李孟芳(幼年) | 李森佳與呂鶴的三女兒，讀台灣大學，長大畢業後從事護士職業，假日會利用時間來做資源回收，個性較為感性。 | 第12集                                    |
| 林琮軒 | 武強         | 李孟芳丈夫，李森佳女婿，假日會利用時間陪妻子做資源回收 | 第2集 第24集 第26集 第28集                |
| 林芷柔 | 李惠珠(幼年) | 李亮的次女，李森佳妹妹 | 第2集－第4集                              |
| 陳孟謙 | 李榮洲(幼年) | 李森佳弟弟，喜歡吃麥芽糖，小時候因得到肺炎而過世 | 第2集 第4集                               |
| 蔡承邑 | 蕭正義       | 李森佳學生時期同學，也考上國防醫學院 | 第4集－第6集                              |
| 蕭慧君 | 護士         | 李森佳在高雄岡山診所的護士 | 第8集－第13集                             |
| 林健寰 | 張父         | 張慧真父親，曾是李晉三醫學院的教授，也擔任防治所院長 | 第10集 第15集－第16集 第19集－第20集      |
| 張倩   | 張母         | 張慧真母親，也是董母多年的同事兼朋友，內心著急張慧真的婚事。 | 第9集－第10集 第13集－第17集 第19集       |
| 吳秀珠 | 奶奶         | 張慧真的奶奶，非常疼愛張慧真，最大心願是希望慧真能夠嫁給人品好的丈夫。 | 第8集－第10集 第13集－第14集 第19集       |
| 張世賢 | 文彬         | 常稱李森佳醫師為阿公，負責陪同李森佳到偏鄉做居家關懷，是擔任義診的司機與醫院公關職務。 | 第1集 第25集－第27集 第29集－第30集       |

### 客串演員
| 演員     | 角色         | 介紹 | 登場集數                   |
| -------- | ------------ | --- | -------------------------- |
| 何冠霖   | 昌廷         | 李森佳孫子、李孟芳兒子。 | 第1集－第2集 第26集 第30集 |
| 楊宸宥   | 昌鴻         | 李森佳孫子、李孟芳兒子。 | 第1集－第2集 第26集 第30集 |
| 蔡明修   | 果農         | 山上的果農，李森佳義診受訪病患 | 第1集－第2集               |
| 潘璿晴   | 護理長       | 花蓮玉里慈濟醫院護理長 | 第1集－第2集               |
| 樊幼茹   | 護理佐理員   | 花蓮玉里慈濟醫院護理佐理員 | 第1集－第2集               |
| 劉羽喬   | 護士         | 花蓮玉里慈濟醫院護士 | 第1集－第2集               |
| 蔡秀鳳   | 慈濟志工     | 花蓮玉里慈濟醫院慈濟志工 | 第1集－第2集               |
| 詹育柔   | 社工師       | 花蓮玉里慈濟醫院社工師 | 第1集－第2集               |
| 陳添才   | 病患         | 李森佳的病患 | 第2集                      |
| 劉惟中   | 阿樹         | 職業是香蕉果園老闆 | 第2集                      |
| 李富群   | 阿國         | 阿樹叔兒子，李森佳兒時玩伴，年紀小幫忙香蕉園工作，提水壺至香蕉果給大人喝，小時候很想要讀書求學。                                           | 第2集                      |
| 陳明     | 果農         | 山上的果農，曾是張玉麟醫生的病患 | 第2集                      |
| 孫隆文   | 果農         | 山上的果農，曾是張玉麟醫生的病患 | 第2集                      |
| 畢志剛   | 李溪泉       | 李亮二哥，李森佳的二伯父，在高雄岡山開文具行，李森佳讀初中時借住二伯父家。                                                                 | 第3集－第4集               |
| 李吉祥   | 董文欽       | 李晉三在高雄的朋友與軍中同袍 | 第8集－第9集               |
| 黃佳屏   | 董母         | 文欽媽媽，也曾是張慧真的小學導師，種植棗子果園，幫忙介紹張慧真給李晉三認識，並且很想湊合他倆婚事。                                         | 第8集－第9集               |
| 陳威安   | 坤生         | 李森佳的病患，急性盲腸炎需要救治 | 第9集                      |
| 李華盛   | 病患         | 李森佳的病患，因為小腸堵塞，急需要開刀，因李森佳醫師全力救治之後完全康復出院                                                               | 第11集                     |
| 胡濤     | 病患家屬     | 病患的兒子，因為父親小腸急需要開刀特別帶來給李森佳醫生看病                                                                                 | 第11集                     |
| 涂凱祥   | 病患家屬     | 病患的兒子，因為父親小腸急需要開刀特別帶來給李森佳醫生看病                                                                                 | 第11集                     |
| 明玥     | 農婦         | 農婦的丈夫因曾受過李森佳救治而康復且感恩在心，日後時常將自己種植的青菜水果，送給李森佳表示報答之恩。                                       | 第12集                     |
| 杜滿生   | 病患         | 李晉三的病患，罹患糖尿病，且腳趾頭受傷感染，                                                                                               | 第13集                     |
| 林振廉   | 同事         | 李晉三在台北醫院任職時的同事 | 第14集                     |
| 李浚瑋   | 賭博王       | 因氣喘發作，時常到李大安診所求助，有錢賭博卻嫌醫藥費貴而耍賴不付錢                                                                         | 第14集                     |
| 張義昌   | 賭友         | 賭博王的朋友 | 第14集                     |
| 沈政坤   | 賭友         | 賭博王的朋友 | 第14集                     |
| 白雨旋   | 護士         | 李森佳在高雄岡山李大安診所的護士 | 第14集－第15集             |
| 李宗穎   | 船長         | 與李森佳和呂鶴在台南參加安平法會時認識，因彼此很投緣結為好朋友，且獲得李森佳和呂鶴投資漁船事業的幫助，在一次船難中不幸身亡。               | 第15集                     |
| 紀素女   | 船長妻       | 與李森佳和呂鶴在台南參加安平法會時認識的朋友，因彼此很投緣結為好朋友，且獲得李森佳和呂鶴投資漁船事業的幫助，失去丈夫後，因房屋貸款而煩惱。 | 第15集                     |
| 紹勇翰   | 船長兒       | 船長兒子，在父親因漁船翻覆而過世後，一肩扛起家中事務。                                                                                     | 第15集                     |
| 劉士桐   | 劉醫生       | 李森佳同業也是開診所的朋友 | 第16集                     |
| 吳介民   | 吳醫生       | 李森佳同業也是開診所的朋友 | 第16集                     |
| 余昱緯   | 李國鈺(少年) | 李晉三與張慧真的大兒子，與阿公李亮和阿嬤鄭來金關係特別好，之後出國到加拿大求學。                                                           | 第16集 第18集－第20集      |
| 林宥安   | 李國豪(少年) | 李晉三與張慧真的二兒子，與阿公李亮和阿嬤鄭來金關係特別好，之後出國到加拿大求學。                                                           | 第16集 第18集－第20集      |
| 簡崧成   | 阿水         | 李森佳的病患，從事農夫種田職業。 | 第16集－第17集             |
| 王湘璇   | 護士         | 李晉三所開的晉安綜合醫院任職護士。 | 第17集                     |
| 王藝臻   | 護士         | 李晉三所開的晉安綜合醫院任職護士。 | 第17集                     |
| 張育綺   | 護士         | 李晉三所開的晉安綜合醫院任職護士。 | 第17集                     |
| 曾彭財   | 病患         | 到晉安綜合醫院醫治的病患。 | 第17集                     |
| 宗儒     | 病患         | 到晉安綜合醫院醫治的病患。 | 第17集                     |
| 王俊傑   | 阿旺         | 因為自己父親生病卻不願看醫生救治，親自跑一趟李大安診所來向李森佳求助。                                                                     | 第17集                     |
| 黃湘如   | 阿婆         | 年紀大行動不便，李森佳親自跑一趟到阿婆家看診。                                                                                             | 第18集，第20集             |
| 蘇昱良   | 劉醫生       | 曾任職於晉安綜合醫院皮膚科醫師，因為要與親戚合夥自立開業打拼，決定向院長李晉三辭職。                                                       | 第19集                     |
| 彭義     | 阿村伯       | 山上農夫，也曾是李森佳的病患，康復後與李森佳成為好友，時常贈送自己種植的蔬果來報答李森佳。                                                 | 第20集                     |
| 胡海平   | 里長         | 李晉三與張慧真透過里長介紹，讓晉三父親李亮從事一些活動，讓李父年老後有重心的目標。                                                         | 第22集                     |
| 王怡慧   | 護士         | 在台南護理之家擔任護士 | 第23集                     |
| 羅介碩   | 同事         | 曾任職於晉安綜合醫院，是李晉三前同事，向李晉三建議把護理之家讓渡給他。                                                                     | 第23集                     |
| 葉秉樺   | 葉添浩       | 在人醫會的醫生，也是李晉三的同事 | 第24集                     |
| 鍾倫理   | 洪宏典       | 在人醫會的醫生，也是李晉三的同事 | 第24集                     |
| 陳岩碧   | 副院長       | 花蓮玉里慈濟醫院副院長 | 第24集－第26集             |
| 郭亭妤   | 護理師       | 花蓮玉里慈濟醫院護理師 | 第24集                     |
| 郭念亭   | 護理師       | 花蓮玉里慈濟醫院護理師 | 第24集                     |
| 潘皇佐   | 老闆         | 早餐店老闆 | 第24集                     |
| 王盛弘   | 病患         | 張玉麟院長的病患 | 第24集                     |
| 陳冠延   | 陳煥華       | 讀高中的資優生，是張玉麟院長的病患 | 第24集－第25集             |
| 張志宏   | 香菇王       | 住在花蓮的農夫，種植香菇，是張玉麟院長的病患                                                                                               | 第24集－第25集             |
| 馬東生   | 西瓜伯       | 住在花蓮的農夫，種植西瓜，是張玉麟院長的病患                                                                                               | 第24集－第25集             |
| 鍾筱花   | 金針嬸       | 住在花蓮的農夫，種植金針，是張玉麟院長的病患                                                                                               | 第24集－第25集             |
| 傅小絹   | 挽茶姨       | 住在花蓮的農夫，種植茶葉，是張玉麟院長的病患                                                                                               | 第24集－第25集             |
| 劉尚恩   | 民宿哥       | 住在花蓮開民宿，家中寵物鴨子生病，請求病張玉麟院長來幫忙醫治                                                                               | 第24集－第25集             |
| 陳淑芳   | 龐奶奶       | 家住瑞穗，是張玉麟院長的病患 | 第24集                     |
| 張競     | 龐孫女       | 龐奶奶的孫女，陪同奶奶來醫院看病 | 第24集                     |
| 陳清雲   | 病患         | 張玉麟院長與李森佳的病患 | 第25集                     |
| 李晉三   | 楊醫師       | 花蓮玉里慈濟醫院急診室值班醫師 | 第25集－第26集             |
| 梁馨綺   | 社工師       | 花蓮玉里慈濟醫院社工師 | 第25集－第26集             |
| 廖素霞   | 護理師       | 花蓮玉里慈濟醫院護理師 | 第25集－第26集             |
| 張秀美   | 慈濟志工     | 花蓮玉里慈濟醫院慈濟志工 | 第25集                     |
| 楊招治   | 慈濟志工     | 花蓮玉里慈濟醫院慈濟志工 | 第25集                     |
| 梁梅英   | 慈濟志工     | 花蓮玉里慈濟醫院慈濟志工 | 第25集                     |
| 胡鴻達   | 蔡宗賢       | 在花蓮玉里慈濟醫院擔任牙醫科醫師兼任志工                                                                                                   | 第26集                     |
| 曹陳靜枝 | 慈濟志工     | 花蓮玉里慈濟醫院慈濟志工 | 第26集                     |
| 董慧慧   | 慈濟職工     | 花蓮玉里慈濟醫院慈濟職工 | 第26集                     |
| 呂珮瑜   | 慈濟職工     | 花蓮玉里慈濟醫院慈濟職工 | 第26集                     |
| 黃文杏   | 護理師       | 花蓮玉里慈濟醫院護理師 | 第26集                     |
| 管僅宗   | 蔡瑞峰       | 花蓮玉里慈濟醫院牙科部門醫生，與李森佳和李晉三到偏遠深山去義診                                                                             | 第27集                     |
| 王國隆   | 果農         | 李晉三的病患，平時住在花蓮山上的果農，在一次的不小心跌倒中，腳扭傷痛到無法行走                                                             | 第27集                     |
| 林承諺   | 果農兒       | 李晉三的病患，平時住在花蓮山上的果農，背著自己的父親急忙下山尋求醫生，自己的腳也不小心受傷破皮和起水泡                                     | 第27集                     |
| 林幸子   | 病患         | 李晉三到山上義診的病患，長期受腰痠和腳踝痛之苦，經醫生判斷檢查出罹患退化性關節炎                                                           | 第27集                     |
| 蔡沅霖   | 病患         | 蔡瑞峰到山上義診的病患，長期吃檳榔與喝酒導致牙齒發黑與疼痛之苦，蔡瑞峰勸導他要戒掉菸酒檳榔等壞習慣                                         | 第27集                     |
| 張玉麟   | 院長         | 花蓮玉里慈濟醫院急診室值班醫師 | 第26集                     |
| 景雨秋   | 護理師       | 花蓮玉里慈濟醫院護理師 | 第27集                     |
| 羅秋萍   | 護理師       | 花蓮玉里慈濟醫院護理師 | 第28集                     |
| 何冠漢   | 阿漢         | 李森佳的病患，因眼睛失明，又獨自一人住在山上，身體感冒，在接受李森佳一行人的居家關懷後充滿感激                                             | 第29集                     |
| 林素玉   | 慈濟志工     | 花蓮玉里慈濟醫院慈濟志工 | 第29集                     |
| 邱麗華   | 社工師       | 花蓮玉里慈濟醫院社工師 | 第29集                     |
| 郭于綺   | 護理師       | 花蓮玉里慈濟醫院護理師 | 第29集                     |
| 史瑞香   | 王太太       | 李森佳朋友，特地來參加歲末感恩祝福活動 | 第30集                     |
| 曹陳靜枝 | 慈濟志工     | 花蓮玉里慈濟醫院慈濟志工 | 第30集                     |

## 電視劇歌曲
| 曲別   | 歌名       | 演唱者 | 作詞   | 作曲   |
| ------ | ---------- | ------ | ------ | ------ |
| 片頭曲 | 靠山       | 徐詣帆 | 吳嘉祥 | 吳嘉祥 |
| 主題曲 | 美麗的歌聲 | 荒山亮 | 荒山亮 | 荒山亮 |

## 大愛會客室名單
| 集數  | 日期          | 來賓                   |
| ----- | ------------- | ---------------------- |
| 第1集 | 2017年8月16日 | 江俊翰、周宥伶、黃玉榮 |
| 第2集 | 2017年8月17日 | 沒有來賓（幕後花絮）   |
| 第3集 | 2017年8月20日 | 李森佳、呂鶴、趙美齡   |
| 第4集 | 2017年8月21日 | 趙美齡、江俊翰         |

## 外部連結
- 生命桃花源官方網站 （页面存档备份，存于）－大愛戲劇
- 大愛劇場-生命桃花源 （页面存档备份，存于）－中天電視
- 大愛劇場的Facebook專頁

| 大愛電視台 週一至週日 20:00-20:49         | 大愛電視台 週一至週日 20:00-20:49           | 大愛電視台 週一至週日 20:00-20:49 |
| ----------------------------------------- | ------------------------------------------- | --------------------------------- |
|                                           | 生命桃花源 （2017年8月16日－2017年9月14日） |                                   |
| 清風無痕 （2017年7月17日－2017年8月15日） | 若是來恆春 （2017年9月15日－2017年11月8日） |                                   |

| 中天娛樂台 週一至週日 21:00-22:00         | 中天娛樂台 週一至週日 21:00-22:00           | 中天娛樂台 週一至週日 21:00-22:00 |
| ----------------------------------------- | ------------------------------------------- | --------------------------------- |
|                                           | 生命桃花源 （2017年8月16日－2017年9月14日） |                                   |
| 清風無痕 （2017年7月17日－2017年8月15日） | 若是來恆春 （2017年9月15日－2017年11月8日） |                                   |